# Антроподермічна бібліопегія

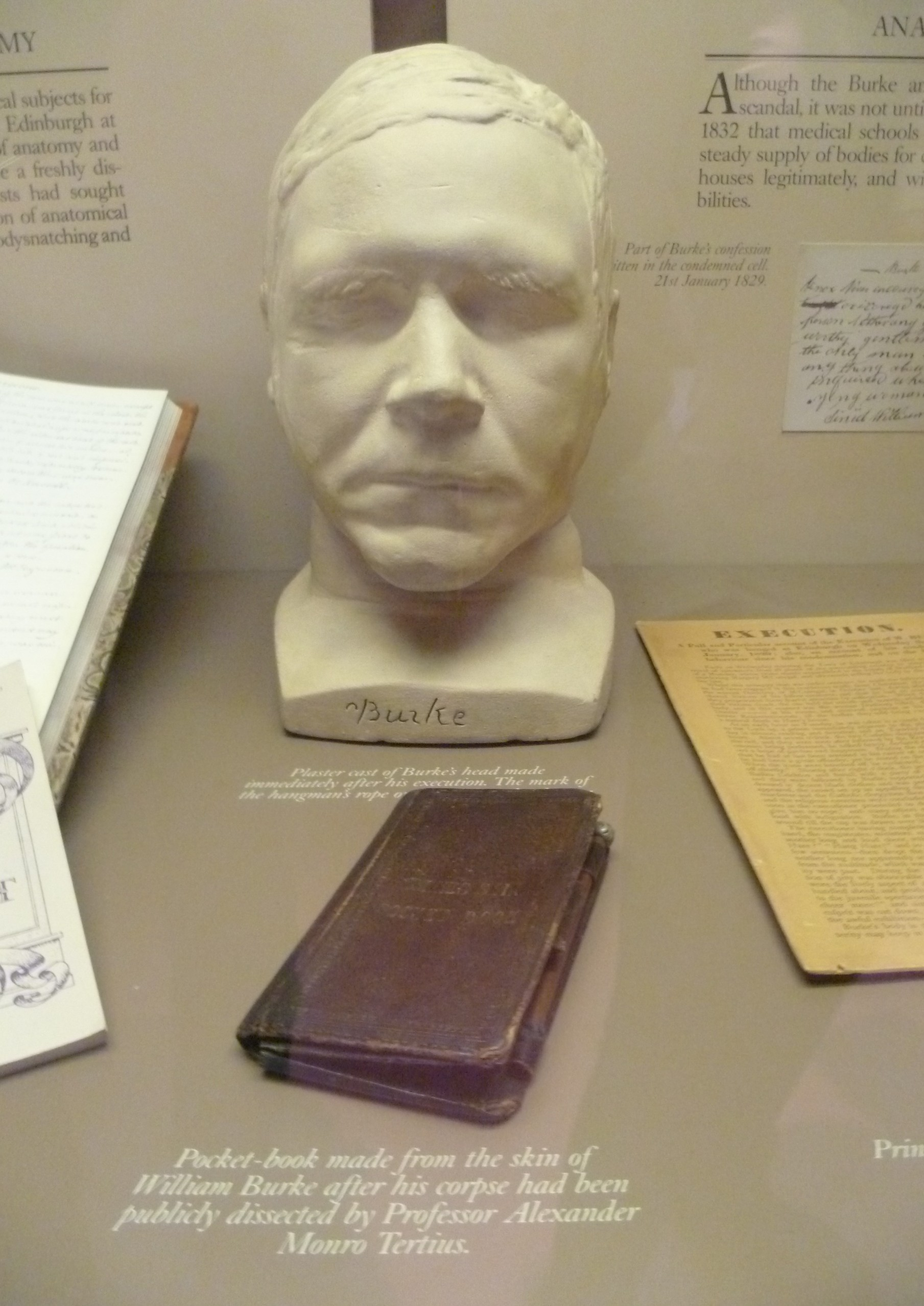
Книга, оправлена у шкіру Вільяма Берка, експонується в Музеї Единбурга

Антроподермічна бібліопегія або біблопегістика — напрямок книгознавства, в межах якого вивчаються книжкові оправи для яких було використано шкіру людини. Станом на пусто 2019 рік група американських спеціалістів «The Anthropodermic Book Project»  дослідили 31 із відомих 50 книг, які зберігаються у різних установах і вважаються, що переплетені людською шкірою. В результаті аналізу було підтверджено що обкладинка 13 книг (з 31) — це шкіра людини.

### Збережені екземпляри
Відомі екземпляри антроподермічних оправ — це здебільшого книги з анатомії, зі шкірою яка походить анатомічних театрів; також траплялось, що використання шкіри дозволяли самі її носії після їхньої смерті.
Відомі екземпляри книжок з антроподермічною оправою часто були виконані або опинялись в колекції лікарів, які мають доступ до трупів, іноді до страчених злочинців. Королівський коледж хірургів Единбурга зберігає зошит з обкладинкою зі шкіри вбивці Вільяма Берка, яку зробили після того, як його стратили і потім публічно дисекціювали у 1829 році.
У Бостонському Атенеї виставлено книгу під назвою «The Highwayman: Narrative of the Life of James Allen alias George Walton» (1837) зі сповіддю Джеймса Аллена, який попросив оправити книгу у його власну шкіру та передати один такий примірник людині, яку намагався пограбувати, а інший — його лікарю. Як тільки він помер, було знято шматок шкіри з його спини та викорастино для палітурки.
Шанувальниця французького астронома Каміля Фламаріона нібито заповіла свою шкіру, щоб оправити одну з його книг. У обсерваторії Фламаріона є копія його «La pluralité des mondes habités», на якій є позначка про те, що оправа зроблена з людської шкіри у 1880 році.
Декілька ранніх копій твори Дейла Карнегі «Невідомий Лінкольн» мали оправи зі вставками зі шкіри негра, на яких відтискався заголовок книги
Останні дослідження звикористовують відбитки пептидної маси (peptide mass fingerprinting, PMF) та лазерну десорбцію / іонізацію  за допомогою матриці (MALDI) для того, щоб визначити тип шкіри обкладинок.
У музеї медичної історії Мюттера при філадельфійському медичному коледжі зберігається пять книжок з антроподермічною оправою, що є найбільшою колекцією, що зберігається в одній установи.
У бібліотеці Джона Хея в Університеті Брауна зберігається чотири книги в антроподермічних оправах, що було підтверджено методом PMF: праця Везалія про будову тіла, два видання Гольбейна «Танок смерті», а також «Mademoiselle Giraud, My Wife» (1891).
Три книги в бібліотеках Гарвардського університету вважалися з антроподермічною оправою, але відбитки пептидної маси підтвердили людську шкіру лише в однієї  «Des destinées de l'ame» від Арсена Хоссі, що зберігається в бібліотеці Хауфтона [Архівовано 14 квітня 2022 у Wayback Machine.].